# Cathédrale de Werner
La cathédrale de Werner est une cathédrale ottonienne disparue, anciennement localisée à Strasbourg. Construite entre environ 1015 et 1040 sur commande de l’évêque Werner de Habsbourg, elle compte alors parmi les édifices religieux les plus vastes de l’époque. Endommagé à de nombreuses reprises par des tempêtes et des incendies, l’édifice commence à être démoli à partir de 1180 pour être remplacé par la cathédrale actuelle, dans laquelle ne subsiste de la cathédrale de Werner que les fondations et la crypte.

## Situation
La cathédrale de Werner est située à l’emplacement exact de la cathédrale Notre-Dame actuelle, au cœur de la Grande Île de Strasbourg. À l’époque de sa construction, elle est située dans le quart sud-ouest de l’ancien camp romain, à proximité de l’intersection entre la via principalis, longeant le chevet, et de la via prætoria, correspondant à l’actuelle rue des Hallebardes.

## Histoire

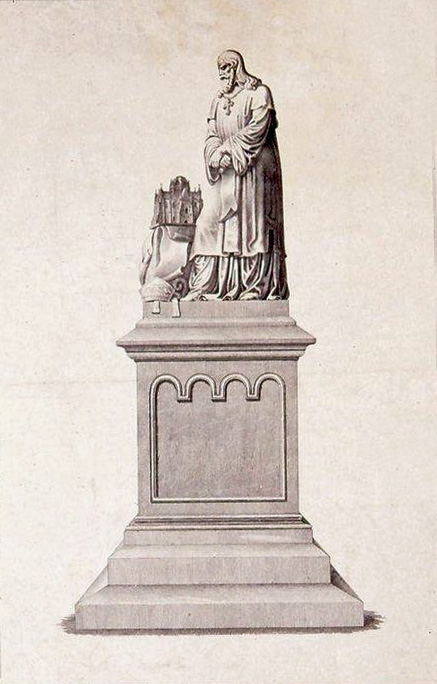
Dessin de la statue de Werner, regardant une maquette de la cathédrale.

Si la date de construction de la première cathédrale de Strasbourg n’est pas connue, il est en revanche établi que l’édifice ayant précédé la cathédrale de Werner a été construit au VIIIe siècle, peut-être par l’évêque Rémi,. Cette cathédrale subsiste encore au début du XIe siècle, mais à cette date le nouvel évêque, Werner, refuse de soutenir le duc d'Alsace Hermann II dans sa candidature au trône de Germanie, favorisant son concurrent, Henri II. Pour se venger, Hermann s’empare de Strasbourg en 1002, ses troupes pillant et incendiant alors la cathédrale. Le chroniqueur Jacques Twinger de Koenigshoffen, généralement considéré comme une source fiable bien qu’il écrive au XIVe siècle, longtemps après les faits, mentionne un nouvel incendie en 1007, ce qui semble indiquer que Werner a tenté, dans un premier temps, de réparer l’édifice existant. Ce serait donc le sinistre de 1007 qui serait à l’origine de la reconstruction complète de la cathédrale.
Pour cette reconstruction, Werner peut compter sur le soutien de Henri II. Celui-ci avait déjà contraint en 1003 le duc Hermann II à indemniser l’évêque en lui cédant ses droits sur l’abbaye Saint-Étienne. C’est donc peut-être dans le but de l’aider à financer son chantier qu’il lui fait également don en 1013 de l’abbaye de Schwarzach, puis en 1017 des droits de chasse sur de nombreux territoires alsaciens.

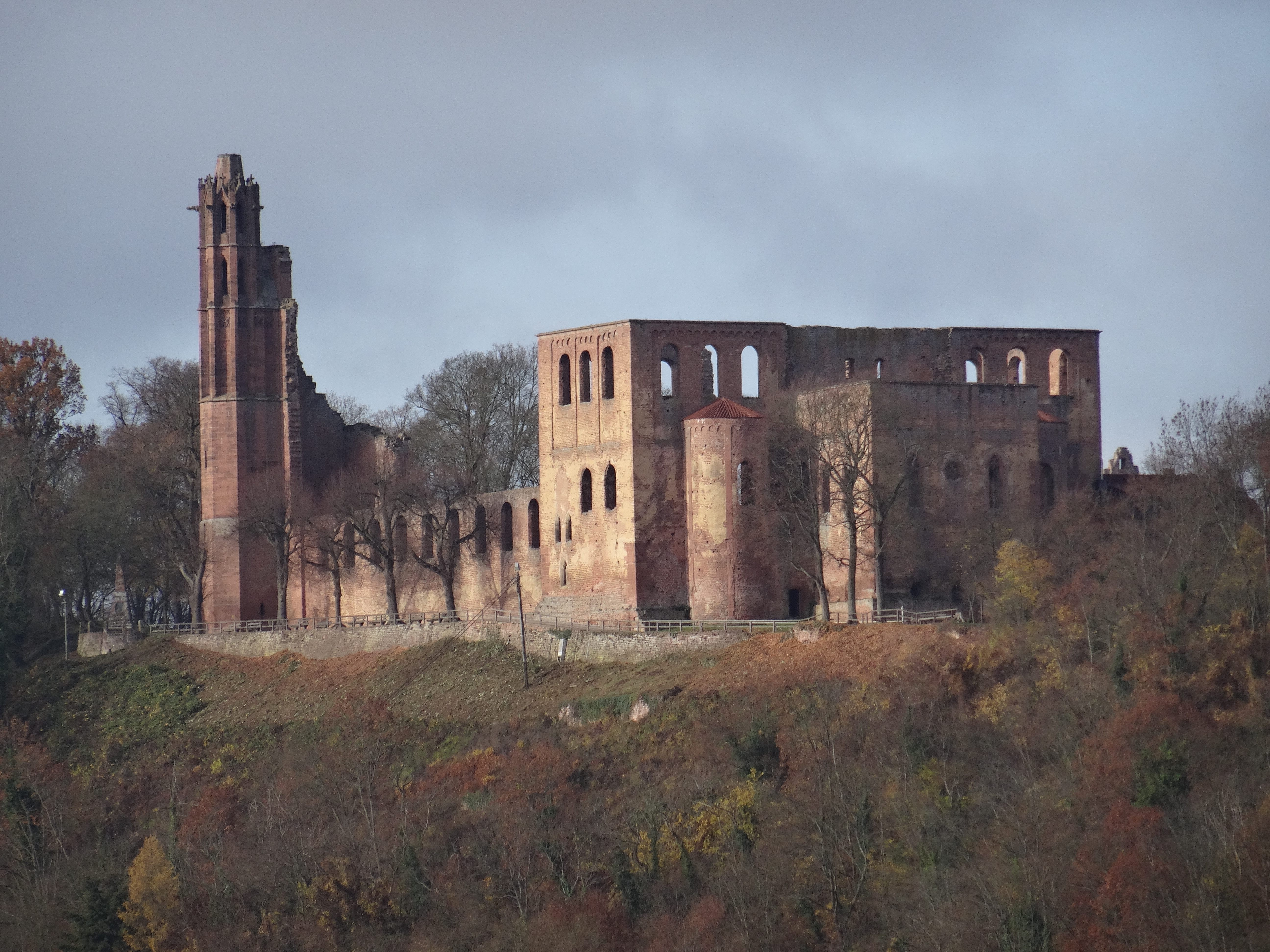
Les ruines de l’abbaye de Limbourg, supposée être une reproduction à échelle réduite de la cathédrale de Werner.

Bien que la date exacte du début des travaux ne soit pas connu, les Annales de Marbach, rédigées vers 1190 à partir d’un autre texte du deuxième quart du XIIe siècle, indique qu’en 1015 « le monastère de Sainte-Marie s’éleva pour la première fois au-dessus de ses fondations »,. La date de fin de la construction reste également hypothétique : étant donné la taille de l’édifice et les similarités avec les églises abbatiales de Limbourg et Reichenau, qui ont pu utiliser la cathédrale comme modèle, la construction a pu s’achever entre 1030 et 1040, sous l’épiscopat de Guillaume, Werner étant mort en 1027.
Dans les deux siècles qui s’ensuivent, l’édifice est essentiellement mentionné en lien avec des sinistres. Le premier est mentionné par une chronique du XIVe siècle : le jour de Noël 1074, un élément de maçonnerie, peut-être un pignon ou une partie de la tour de chevet, s’effondre, faisant plusieurs victimes,. Au moins cinq incendies eurent également lieu, en 1136, 1140, 1146, 1150 et 1176 ; un sixième, qui aurait eu lieu en 1142 selon certaines sources, est toutefois remis en cause en raison du manque de fiabilité des textes concernés.
L’incendie de 1176 sonne le glas de la cathédrale de Werner : à son accession au siège épiscopal en 1180, l’évêque Henri de Hasenbourg préfère reconstruire totalement l’édifice plutôt que de le réparer une nouvelle fois. La cathédrale n’est cependant pas immédiatement démolie dans son ensemble, les différentes parties étant conservées jusqu’à ce que le chantier de reconstruction débute à cet endroit. Ainsi les parties orientales, premières concernées par la reconstruction sont abattues dès la fin des années 1170, mais la nef subsiste jusqu’au début du XIIIe siècle et le massif de façade n’est détruit que vers 1275.

## État des fouilles
La cathédrale de Werner ayant presque totalement disparue en élévation, les sources figurées étant absentes et les textes peu loquaces sur la forme de l’édifice, celui-ci n’est essentiellement connue que par l’archéologie. Les fouilles ont commencé dès le XVIIe siècle, avec une campagne réalisée par l’architecte Hans Georg Heckler entre 1665 et 1666, afin de vérifier la qualité des fondations et si la cathédrale était, comme le proclamait une légende, bâtie sur pilotis,. Il fallut ensuite attendre 1835 pour que de nouvelles observations des fondations soient réalisées par Félix Fries au niveau du bas-côté nord, à l’occasion de l’installation d’un paratonnerre.
La première campagne intensive de fouille est réalisé par Ludwig Arntz (de) dans la nef, puis dans la crypte, entre 1896 et 1898, mais la disparition de la majeure partie de la documentation liée à ces fouilles ne permet plus de savoir précisément aujourd’hui quels en furent les résultats. En revanche les fouilles de grande ampleur réalisées par Johann Knauth entre 1907 et 1908 au niveau du narthex, afin de préparer la consolidations des fondations, sont très bien documentées. Bien que le chantier n’ait concerné que la partie nord, Knauth en profita pour fouiller la travée centrale du narthex, ce qui permit de mettre au jour le porche de la cathédrale de Werner et les nombreuses tombes qu’il contenait. Il émit ensuite à partir de ses observations et en collaboration avec Georg Dehio plusieurs hypothèses de reconstitution de l’élévation de l’édifice originel. Pendant le chantier lui-même d’autres observations furent réalisées par l’archéologue Robert Forrer, pour qui les fondations dataient de l’Antiquité, et l’architecte Charles Pierre. D’autres sondages eurent lieu à la même époque au niveau des chapelles Saint-Jean et Saint-André.

## Architecture

### Crypte
La crypte est l’un des seuls éléments conservés en élévation, ce qui lui permet d’être la partie la mieux connue de la cathédrale de Werner. La crypte actuelle n’est toutefois pas celle d’origine, construite en 1015, mais résulte de deux campagnes postérieures, vers 1120 pour la partie orientale et vers 1150 pour la partie occidentale.

### Nef
La nef comptait trois vaisseaux et ses dimensions en plan étaient similaires à celles de la nef gothique, avec environ soixante mètres de long et trente-cinq de large. Le peu de fouilles réalisées dans la nef laisse toutefois planer le doute sur les dispositions intérieures, notamment sur le nombre de travées : Zschokke et Grodecki ont proposé onze ou douze travées, sur la base de comparaisons avec l’abbatiale de Limbourg et de ce qui est connu du programme iconographique des vitraux du XIIe siècle, mais cela reste du domaine de l’hypothèse. 
Les dimensions proposées en élévation sont en grande partie basées sur l’hypothèse que l’abbatiale de Limbourg est une réduction aux trois-quarts de la cathédrale, ainsi que sur les traces de solins conservées sur les murs du transept. La hauteur des murs des bas-côtés aurait ainsi été de 13,50 m, tandis que ceux du vaisseau central s’élevaient jusqu’à environ 27 m. À l’intérieur, les trois vaisseaux de la nef étaient probablement séparés par des files de colonnes, bien que l’existence de piliers ne soit pas totalement exclue.

### Massif de façade

#### Massif de 1015

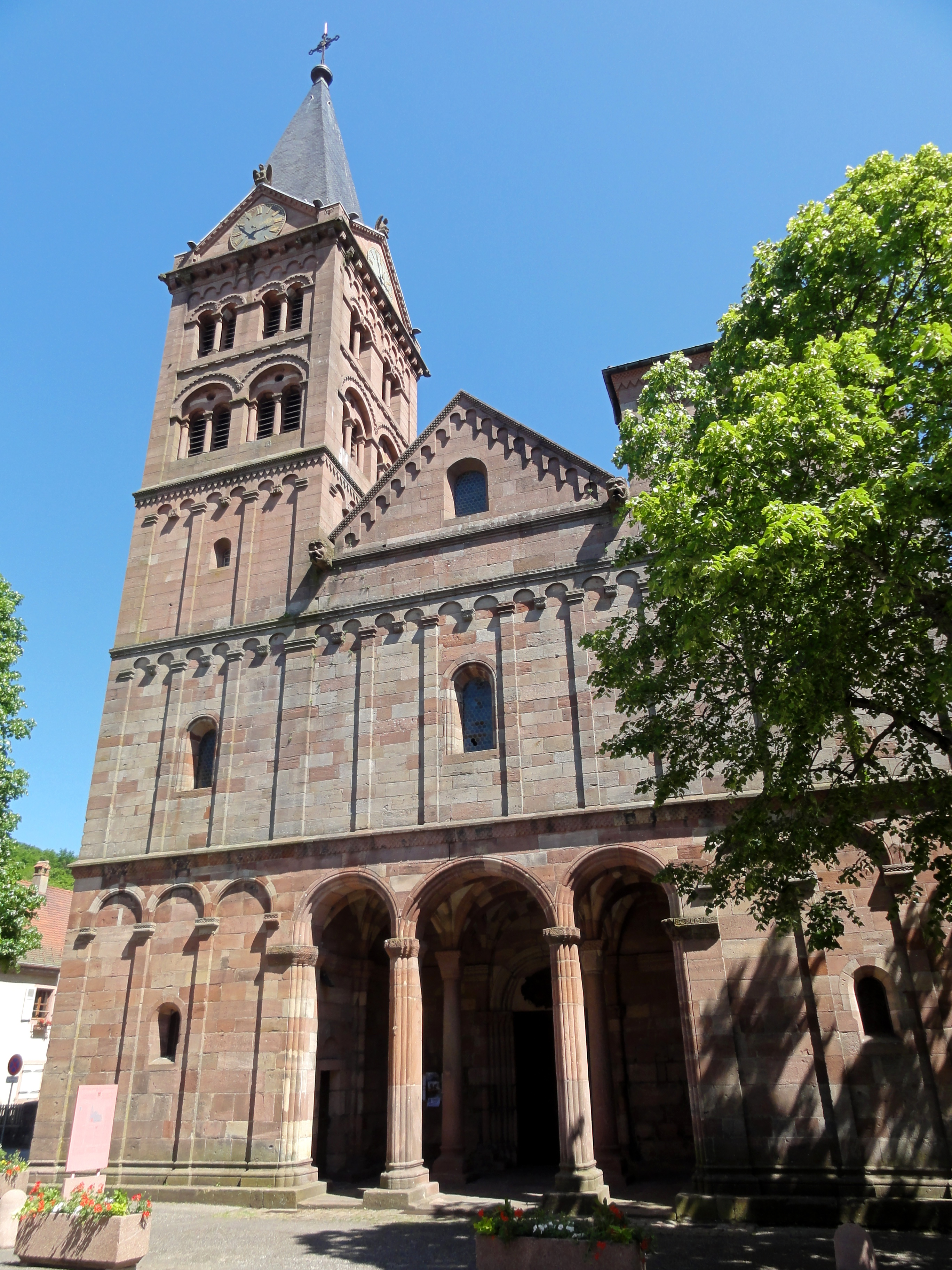
Massif de façade de l’église de Lautenbach, dont les deux premiers niveaux donnent une idée de l’aspect de celui du XIIe siècle à Strasbourg.

Le premier massif de façade, remontant à la campagne de 1015, se présentait en plan sous la forme d’un rectangle comportant au rez-de-chaussée deux salles latérales de part et d’autre d’un porche divisé en largeur par trois vaisseau et en longueur par deux travées. Ce porche ouvrait sur l’extérieur par une arcature triple et sur la nef par un portail, peut-être précédé de quelques marches, étant donné le différentiel de quarante centimètres entre le niveau de sol de ces deux espaces.
La disposition des étages est considérablement plus difficile à établir, mais il semble que le porche était surmonté d’une grande salle accessible par des escaliers en colimaçon. L’aspect général du massif de façade a également fait l’objet d’importants débats entre les tenants d’un massif à tour centrale et ceux d’un massif à deux tours. Les fouilles des fondations ont toutefois largement éteint la controverse, celles-ci ayant montré que les fondations des salles latérales étaient sensiblement plus épaisses que celles du porche, faisant pencher la balance en faveur de la présence de deux tours.

#### Massif duXIIesiècle
Le massif de façade originel a été remplacé par une seconde construction dans la première moitié du XIIe siècle, peut-être vers 1130-1140. La reconstruction ne fut toutefois pas totale, les fondations et les murs donnant sur la nef ayant été conservés, ce qui implique par ailleurs que le nouveau massif avait des proportions semblables à l’ancien. Le porche conserva également les mêmes dispositions en plan, et était probablement similaire à celui de l’église de Lautenbach, qui a été construit à la même période. Il semble toutefois avoir été doté de portes menant également aux salles latérales, aménagement dont la présence n’est pas établie dans le massif de 1015.